# Hiérarchie de becquetage
Ne doit pas être confondu avec Picage chronique.

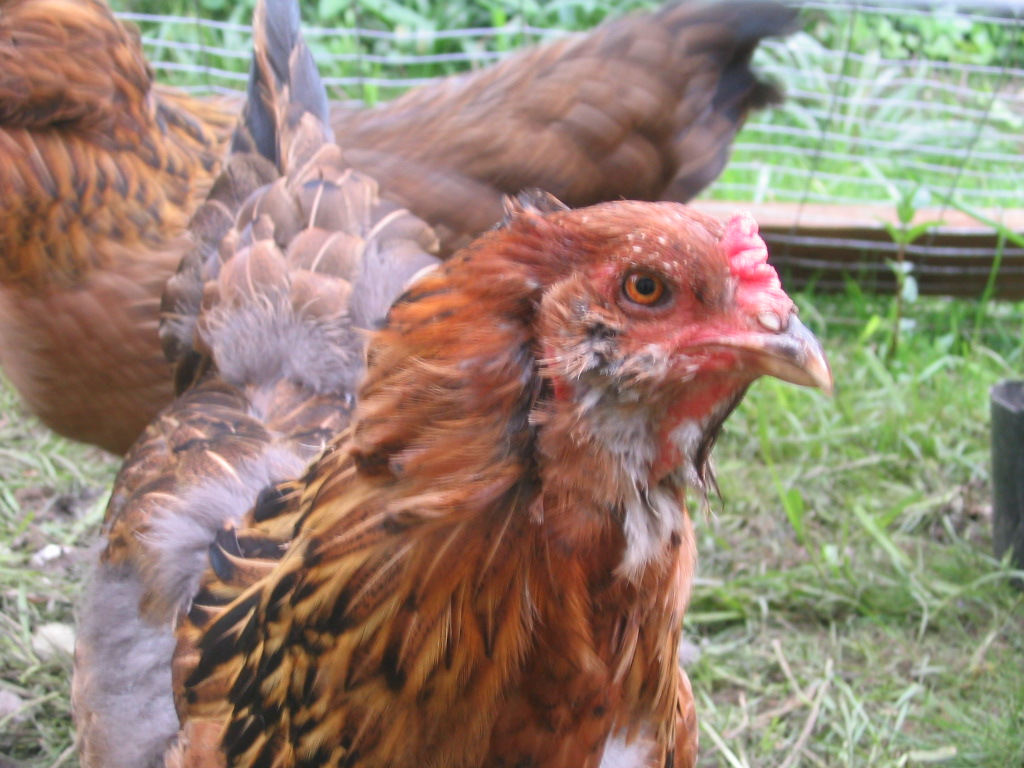
Une poule Améraucana. Cette poule est au bas de l'ordre hiérarchique dans le troupeau et a par conséquent une perte de plumes causée par les autres poules.

La hiérarchie de becquetage (en anglais pecking order), ou hiérarchie du bec, est un processus de domination produisant une hiérarchisation des organisations sociales.

## Définition
Le pecking order est l'expression anglophone issue de la zoologie abordant la structure du pouvoir et la hiérarchisation des organisations sociales. Cet ordre de becquetage ou hiérarchie de becquetage fut tout d'abord décrit par Thorleif Schjelderup-Ebbe, en 1921, sous le terme allemand Hackordnung ou Hackliste et introduit dans la langue anglaise en 1927.
L'utilisation originale du terme pecking order est liée à l'expression du processus de domination chez les poulets. La dominance y est caractérisée par plusieurs comportements, incluant le becquetage qui a été utilisé par Schjelderup-Ebbe en tant que mesure de la hiérarchie et du leadership. Dans son article en langue allemande de 1924, il a noté que « la défense et l'agression dans un poulailler sont produites par le bec ». Cet accent mis sur le becquetage a conduit à plusieurs études ultérieures sur le comportement des volailles, en tant qu'observation principale. Cependant, il a été noté que les coqs tendent aussi à sauter et à utiliser leurs griffes dans les conflits.
Le terme hiérarchie de dominance est souvent employé pour désigner ce processus d'organisation sociale chez les espèces animales.
Le pecking order est un processus social produisant de la stratification sociale et pour la conceptualisation de la hiérarchie sociale qui se retrouve chez d'autres animaux, incluant l'être humain.

## Théories biologiques

### Fonction
La fonction ultime du pecking order est d'accroître la valeur sélective inclusive des animaux impliqués dans sa formation. Se battre pour acquérir des ressources telles que nourriture ou partenaires est coûteux en termes de temps, d'énergie et de risque de blessures. En développant le pecking order, les animaux déterminent quels individus vont avoir accès prioritairement aux ressources, particulièrement lorsqu'elles sont limitées ; Il y a réduction des risques lorsqu'un pecking order est mis en place. De ce fait, la fonction première du pecking order est la réduction des coûts engendrées par les incertitudes, en mettant en place une forme de régulation sociale ; ce qui réduit les risques liés à l'acquisition des ressources et à la défense, par un environnement, somme toute un peu plus prévisible, grâce au pecking order.

### Processus
La conception fondamentale concernant l'installation du pecking order, par exemple chez le poulet, est qu'il est nécessaire de déterminer qui est le « poulet dominant », le « poulet dominé » et où se situe le reste du poulailler, entre ces deux statuts sociaux. L'établissement d'une hiérarchie de dominance permet de réduire l'apparition de conflits et ainsi de diminuer la dépense en énergie que réclamerait une compétition agressive. Le niveau de dominance détermine quels individus ont un accès préférentiel aux ressources telles que la nourriture et les partenaires.
Chez le poulet, le statut social issu du pecking order est hérité selon une base stricte : la première fille du poulet dominant héritera du statut de dominante ; le second plus dominant lèguera son statut de second à sa fille, etc. À moins que le plus dominant ait une seconde fille ; dans ce cas elle deviendra la seconde plus dominante. Les études sur les bases génétiques du pecking order chez les poulets indiquent qu'il pourrait être déterminé par la coloration des motifs du plumage.
Il n'est pas nécessaire pour les animaux d'être capable de « reconnaitre » les individus au sein du groupe pour que le pecking order se maintienne. Leur comportement peut être motivé par une règle générale. Par exemple, si les poulets peuvent prédire l'habileté au combat des autres simplement par l'observation de leur taille corporelle, ils seront capables de maintenir une hiérarchie permettant d'éviter les combats qui pourraient entraîner blessures et surcoût énergétique. En utilisant cette règle générale : si Poulet A constate que Poulet B est plus large que lui, Poulet A va privilégier la déférence ; inversement, si Poulet B est plus petit que Poulet A, il préférera se soumettre. De cette façon, seuls les poulets de taille similaire se combattront.
Les poulets sauvages forment des groupes relativement petits, incluant rarement plus de 10 individus. Il a été démontré que dans les groupes plus larges, ce qui est commun en aviculture, la hiérarchie de dominance est moins stable et les agressions plus fréquentes.

## En sciences sociales
Une analyse de type sociobiologique conduit à évaluer la pertinence de ce paradigme pour l'analyse des sociétés humaines,, et à considérer qu'un ordre social hiérarchique fait naturellement partie des sociétés animales, en assurant la cohésion du groupe. La pertinence de l'application de ce paradigme aux sociétés humaines est cependant contestée par certains auteurs, hostiles à la sociobiologie.
En interactionnisme structural, domaine non lié à la sociobiologie, ni à l'essentialisme Harrison White s'inspire du pecking order pour développer son concept de disciplines, où les identités sociales sont vues comme tentant inlassablement de réguler leurs interactions sociales

## En finance
La hiérarchie du becquetage est un des concepts majeurs en finance, où elle est appelée théorie de l'ordre hiérarchique financier. Il s'agit d'un concept portant sur les modes de financement d'une entreprise et de l'ordre préférentiel de ce financement.